# 白蓮洞
白蓮洞（びゃくれんどう）は、新潟県糸魚川市マイコミ平にある洞窟、鍾乳洞。マイコミ平には複数の竪穴鍾乳洞が存在するが、その中でも最深。

## 概要
判明している自然状態の洞窟、鍾乳洞では日本最深の513mとされている。地表から延々と地下へ降りていく縦型の洞窟で、地表から沢水が流れ込み夏場でも気温が5度程度となるなど厳しい環境となっている。内部の観光を楽しめる場所ではない。

## 1976年の遭難
1976年7月から山口県のケービングクラブ、複数の大学探検部、テレビ映画撮影スタッフらが入洞して調査、探索を行っていたところ、同年8月14日に発生した集中豪雨により洞内が増水。11人が洞内に取り残される遭難事故となった。重装備であったことから死者・負傷者は発生しなかったが、事故を契機に洞内は立ち入り禁止となった。このため観光開発はもちろんのこと、現地には案内看板すら無い状態となっている。